# پولتوسک
پولتوسک (به لاتین: Pułtusk) یک شهر و گمینا در لهستان است که در گمینا پووتوسک واقع شده‌است. پولتوسک ۲۲٫۸۳ کیلومتر مربع مساحت و ۱۹٬۲۲۹ نفر جمعیت دارد و ۸۰ متر بالاتر از سطح دریا واقع شده‌است.